# Zastava 750
Der Zastava 750 (Застава 750; Spitzname ist heute noch Fićo oder Fića) war ein Kleinwagen, der von 1956 bis 1985 vom jugoslawischen (heute serbischen) Autohersteller Zastava gebaut wurde. Er war ein Lizenznachbau des Fiat 600, jedoch etwas länger als das Original. Die ersten 25 Fahrzeuge wurden 1956 montiert. Frühe Modelle besaßen noch den 633 cm³ Vierzylinder Motor mit 22 PS. Der Zastava 750 hatte einen 767 cm³ großen Ottomotor und war das kleinste von Zastava gebaute Fahrzeug. Die Höchstgeschwindigkeit betrug 110 km/h. Später während der Produktion wurde 1980 der Zastava 850 eingeführt. Er ähnelte dem Zastava 750, jedoch hatte der Motor einen größeren Hubraum. Der Zastava 850 ist häufiger zu finden als der Zastava 750, obwohl vom 750 Fico 923.487 Fahrzeuge gebaut wurden gegenüber 36.481 vom 850er Modell.
Der Zastava 750 ist weithin in Serbien, Kroatien und Bosnien bekannt unter seinem bereits erwähnten Spitznamen „Fićo“ (Фићо, mazedonisch: Фиќо) oder „Fića“ (Фића). „Fičo“ und „Fiček“ wird er in Slowenien, Kroatien und Bosnien-Herzegowina genannt. Der heutige Fiat 500 und ähnliche Fiat Modelle werden vor allem in Serbien immer noch Fića genannt. Der Spitzname „Fićo“ stammt aus der Hauptfigur eines Comics, veröffentlicht von der Tageszeitung Borba während der ersten Jahre der Wagenproduktion.

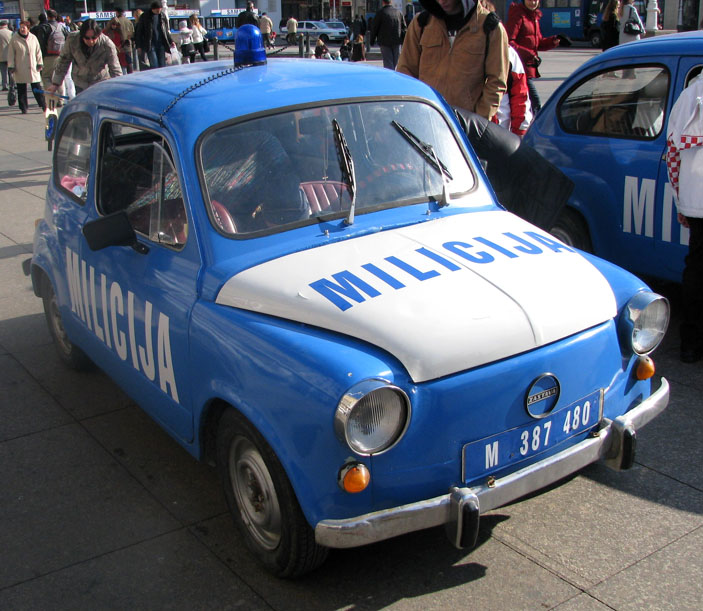
Jugoslawischer Polizeiwagen:
Zastava 750 Milicija